# Nuoto sincronizzato ai campionati europei di nuoto 2014 - Squadre (programma libero combinato)
La gara a squadre (programma combinato) del nuoto sincronizzato si è svolta tra il 15 e il 17 agosto 2014.

## Medaglie
| Posizione | Atlete | Paese   |
| --------- | --- | ------- |
| Oro       | Lolita Ananasova Olena Grechykhina Oleksandra Kashuba Kateryna Reznik Oleksandra Sabada Kateryna Sadurska Anastasiya Savchuk Kseniya Sydorenko Anna Vološyna Olha Zolotarova Dana-Mariia Klymenko* Olga Kondrashova* | Ucraina |
| Argento   | Clara Basiana Clara Camacho Ona Carbonell Margalida Crespí Sara Gijon Thaïs Henríquez Cecilia Jiménez Sara Levy Meritxell Mas Cristina Salvador Alba María Cabello* Paula Klamburg*                                  | Spagna  |
| Bronzo    | Elisa Bozzo Beatrice Callegari Camilla Cattaneo Linda Cerruti Francesca Deidda Costanza Ferro Manila Flamini Mariangela Perrupato Dalila Schiesaro Sara Sgarzi Alessia Pezone* Federica Sala*                        | Italia  |

* Riserva

## Risultati
La sera del 15 agosto 2014 si è svolta la fase preliminare, mentre la finale si è svolta la sera del 17 agosto.
| Pos. | Nazionalità | Preliminari | Preliminari | Finale  | Finale |
| Pos. | Nazionalità | Punti       | Pos.        | Punti   | Pos.   |
| ---- | ----------- | ----------- | ----------- | ------- | ------ |
|      | Ucraina     | 93.1667     | 1           | 94.4333 | 1      |
|      | Spagna      | 92.0333     | 2           | 93.0333 | 2      |
|      | Italia      | 89.4000     | 3           | 90.3333 | 3      |
| 4    | Grecia      | 83.8000     | 4           | 85.7333 | 4      |
| 5    | Bielorussia | 81.1667     | 5           | 82.9333 | 5      |
| 6    | Svizzera    | 79.9333     | 6           | 80.4333 | 6      |
| 7    | Germania    | 78.6667     | 7           | 78.7333 | 7      |
| 8    | Regno Unito | 74.1333     | 8           | 76.1333 | 8      |
| 9    | Ungheria    | 73.6667     | 9           | 73.5000 | 9      |
| 10   | Turchia     | 72.7667     | 10          | 73.3000 | 10     |